# Atsushi Sakurai
Atsushi Sakurai, född 7 mars 1966 i Fujioka i Gunma prefektur, död 19 oktober 2023 i Yokohama, var en japansk sångare, låtskrivare och musiker. Han var sångare i det japanska rockbandet Buck-Tick.
När Sakurai var 18 gick han med i ett band bildat av hans skolkamrat Imai Hisashi. I början var han trummis i bandet men när deras sångare blev sparkad så tog han hans plats. Genom åren har han haft egna projekt vid sidan om Buck-Tick där han arbetade med andra artister. Han har också släppt soloplattan Ai no Wakusei, medverkat i filmen Longinus och gett ut två poesiböcker. 
Atsushi Sakurai är känd för sina provokativa scenframträdanden och breda sångregister. Han inspireras bland annat av David Bowie och Serge Gainsbourg. Édith Piaf och Der Zibet är några andra musiker som han har nämnt som favoriter. Dessa har satt sina spår i hans musikskapande och textskrivande. Sakurais texter har en känsla av mörker och dekadens i sig samt teman av religion och mytologi.

## Diskografi
Album
- Ai no Wakusei (2004)

Singlar
- Sacrifice (2004)
- Taiji/Smell (2004)
- Wakusei ~ Rebirth ~ (2005)

DVD
- Longinus (2004)
- Explosion ~ Ai no Wakusei Live 2004 ~ (2004)